# Premundial Sudamericano de Voleibol Masculino 2017
El Premundial Sudamericano de Voleibol Masculino 2017 fue el torneo de selecciones nacionales masculinas de voleibol que determinó a la segunda selección clasificada por parte de la Confederación Sudamericana de Voleibol (CSV) al Campeonato Mundial de Voleibol Masculino de 2018. El torneo se llevó a cabo del 30 de agosto al 2 de septiembre de 2017 en las ciudades de Palpalá y Salta, Argentina, y será organizado por la Federación del Voleibol Argentino (FeVA) bajo la supervisión de la CSV.
La selección Argentina obtuvo el cupo mundialista y se unió a Brasil, que ya había conseguido su clasificación al ganar el Campeonato Sudamericano de Voleibol Masculino de 2017. Ambas selecciones fueron los representantes sudamericanos en el Campeonato Mundial de Voleibol Masculino de 2018 que se realizó en Italia y Bulgaria.

## Organización

### País anfitrión y ciudades sedes
| PalpaláSaltaPalpalá y Salta, ciudades sedes del Premundial Sudamericano de Voleibol Masculino 2017. | Palpalá                      |
| --------------------------------------------------------------------------------------------------- | ---------------------------- |
| PalpaláSaltaPalpalá y Salta, ciudades sedes del Premundial Sudamericano de Voleibol Masculino 2017. | Estadio Olímpico de Palpalá  |
| PalpaláSaltaPalpalá y Salta, ciudades sedes del Premundial Sudamericano de Voleibol Masculino 2017. | Capacidad: 1740 espectadores |
| PalpaláSaltaPalpalá y Salta, ciudades sedes del Premundial Sudamericano de Voleibol Masculino 2017. |                              |
| PalpaláSaltaPalpalá y Salta, ciudades sedes del Premundial Sudamericano de Voleibol Masculino 2017. | Salta                        |
| PalpaláSaltaPalpalá y Salta, ciudades sedes del Premundial Sudamericano de Voleibol Masculino 2017. | Estadio Delmi                |
| PalpaláSaltaPalpalá y Salta, ciudades sedes del Premundial Sudamericano de Voleibol Masculino 2017. | Capacidad: 9000 espectadores |
| PalpaláSaltaPalpalá y Salta, ciudades sedes del Premundial Sudamericano de Voleibol Masculino 2017. |                              |

## Equipos participantes
- Argentina - anfitrión del Premundial Sudamericano
- Chile - 3º en el Campeonato Sudamericano 2017
- Venezuela - 2º en el Campeonato Sudamericano 2017

## Resultados
- Todos los horarios corresponden a la hora local de Argentina (UTC-3)[3]

### Grupo único
- Sedes: Palpalá y Salta, Argentina

| Pos. | Equipo    | Partidos | Partidos | Partidos | Pts. | Sets | Sets | Sets  | Puntos | Puntos | Puntos |
| Pos. | Equipo    | PJ       | PG       | PP       | Pts. | SG   | SP   | Ratio | PG     | PP     | Ratio  |
| ---- | --------- | -------- | -------- | -------- | ---- | ---- | ---- | ----- | ------ | ------ | ------ |
| 1    | Argentina | 2        | 2        | 0        | 6    | 6    | 1    | 6.000 | 171    | 121    | 1.413  |
| 2    | Chile     | 2        | 1        | 1        | 3    | 4    | 3    | 1.333 | 149    | 153    | 0.973  |
| 3    | Venezuela | 2        | 0        | 2        | 0    | 0    | 6    | 0.000 | 104    | 150    | 0.693  |

| Fecha           | Hora  | Equipo 1  | Res.  | Equipo 2  | Set 1 | Set 2 | Set 3 | Set 4 | Set 5 | Total   | Reporte |
| --------------- | ----- | --------- | ----- | --------- | ----- | ----- | ----- | ----- | ----- | ------- | ------- |
| 30 de agosto    | 21:00 | Argentina | 3 – 1 | Chile     | 21-25 | 25-19 | 25-17 | 25-13 |       | 96 – 74 | Reporte |
| 1 de septiembre | 21:00 | Chile     | 3 – 0 | Venezuela | 25-22 | 25-20 | 25-15 |       |       | 75 – 57 | Reporte |
| 2 de septiembre | 17:00 | Argentina | 3 – 0 | Venezuela | 25-19 | 25-16 | 25-12 |       |       | 75 – 47 | Reporte |

## Posiciones finales
– Clasificado al mundial 2018.
| Pos | Equipo    |
| --- | --------- |
| 1   | Argentina |
| 2   | Chile     |
| 3   | Venezuela |

## Clasificados alMundial de Voleibol de 2018
| Bandera de Argentina |
| Argentina            |
| -------------------- |